# Camponotus caffer
Camponotus caffer é uma espécie de inseto do gênero Camponotus, pertencente à família Formicidae.